# ماركوس هاتشينز
ماركوس هاتشينز (بالإنجليزية: Marcus Hutchins)، المعروف أيضًا على الإنترنت باسم مالويرتيك (بالإنجليزية: MalwareTech)، هو باحث بريطاني في مجال أمن الكمبيوتر معروف بوقف هجوم واناكراي مؤقتًا. يعمل لدى شركة الأمن السيبراني كريبتوس لوجيك. مسقط رأس هاتشينز هو إلفراكومب، ديفون، المملكة المتحدة. 
في أغسطس 2017 ، أُلقي القبض على هوتشينز في لاس فيغاس (حيث كان يحضر مؤتمر ديف كون ) بعد إدانته بست تهم اتحادية ذات صلة بالقرصنة في محكمة المقاطعة الأمريكية للمنطقة الشرقية من ولاية ويسكونسن. يزعم الادعاء أن هاتشينز ساعد في إنشاء ونشر جزء من برنامج اختراق للبنوك معروف باسم كرونوس في 2014 و 2015. لا تتعلق التهم بواناكراي، ولكنها تضمنت الادعاءات بأنه أنشأ برنامج كرونوس الضار في عام 2014، وباعها في عام 2015 عبر منتديات AlphaBay . نفى هاتشينز ارتكاب أية مخالفات وأقر بأنه غير مذنب في التهم الموجهة إليه في أغسطس 2017.  وخرج بكفالة بانتظار المحاكمة وبقي في لوس أنجلوس. في أوائل يونيو 2018، أضافت الحكومة الأمريكية أربع تهم أخرى إلى لائحة الاتهام. 
في 19 أبريل 2019 ، أقر هاتشينز بأنه مذنب في التآمر لارتكاب عمليات احتيال سلكي، بالإضافة إلى توزيع وبيع واستخدام والترويج والإعلان لجهاز يستخدم لاعتراض الاتصالات الإلكترونية. تضمن بيانه الاقتباس «أنا نادم على هذه الأعمال وأقبل المسؤولية الكاملة عن أخطائي. بعد أن كبرت، استخدمت منذ ذلك الحين نفس المهارات التي أسأت استخدامها منذ عدة سنوات لأغراض بناءة». واجه هوتشينز عقوبة بالسجن لمدة تصل إلى خمس سنوات وغرامات بقيمة 250000 دولار للتهمتين. في 26 يوليو 2019 ، حُكم على هاتشينز بالوقت الذي قضاه وسنة واحدة من الإفراج تحت الإشراف. في سلسلة من مقابلات 2020 مع وايرد، اعترف هاتشينز بالعمل على كرونوس وقبلها UPAS Kit كمطور رئيسي بين 2011 وربيع 2015.